# أنتوني جاي
أنتوني جاي (بالإنجليزية: Antony Jay)‏ هو كاتب سيناريو وصحفي بريطاني، ولد في 20 أبريل 1930 في لندن في المملكة المتحدة، وتوفي في 21 أغسطس 2016.

## وصلات خارجية
- أنتوني جاي على موقع IMDb (الإنجليزية)
- أنتوني جاي على موقع ألو سيني (الفرنسية)
- أنتوني جاي على موقع ميوزك برينز (الإنجليزية)
- أنتوني جاي على موقع قاعدة بيانات الأفلام السويدية (السويدية)
- أنتوني جاي على موقع ديسكوغز (الإنجليزية)
- أنتوني جاي على موقع قاعدة بيانات الفيلم (الإنجليزية)
- أنتوني جاي على موقع كينوبويسك (الروسية)